# Nikolaos Karabelas
Nikolaos Karabelas (Pírgos, 20 de Dezembro de 1984) é um ex-futebolista grego.

## Títulos

### AEK Atenas
- Copa da Grécia: 2010–11